# Едуар Ле Руа
Едуар Луї Еммануель Жульєн Ле Руа (фр. Édouard Louis Emmanuel Julien Le Roy, вимовляється: [edwaʁ ləʁwa] ( прослухати); 18 червня 1870, VIII округ Парижа — 10 листопада 1954, VI округ Парижа) — французький філософ та математик.

## Життєпис
Народився 18 червня 1870 року в сім'ї судновласника.
Ле Руа вступив до Вищої нормальної школі в 1892 році та отримав ступінь агреже з математики в 1895 році. Він отримав ступінь доктора наук в 1898 році, викладав у кількох вищих школах і з 1909 року став професором математики в Ліцеї Сен-Луї в Парижі.
Починаючи з цього часу, Ле Руа виявив великий інтерес до філософії та метафізики. Друг П. Тейяра де Шардена та близький учень Анрі Бергсона, він пізніше прийняв посаду Бержсона в Колеж де Франс (1922) та, в 1945 році, став членом Французької академії. У 1919 році Ле Руа був обраний також членом Академії моральних і політичних наук.
Ле Руа особливо зацікавився взаємозв'язками між наукою та мораллю. Разом із Анрі Пуанкаре та П'єром Дюгемом, він підтримував конвенціоналістську тезу щодо основ математики. Незважаючи на глибоку католицьку віру, він розширив цю конвенціоналістську теорію і на відкриті істини, які, за його словами, не втратили своєї сили. Він відкидав у сфері релігійних догм абстрактні міркування та спекулятивну теологію на користь інстинктивної віри, серця та почуттів. Він створив нову еволюційну теорію, в якій намагався узгодити католицькі догми з палеонтологією та антропологією. Згідно з його теорією, еволюція є творчим становленням, в основі якого лежать духовна сила та діюча думка. З появою людини еволюція природи та життя набуває якісно нового характеру, оскільки саме людина, наділена свідомістю та розумом, стає умовою та знаряддям подальшого прогресивного розвитку всієї природи, здійснюючи тим самим перехід від біосфери до ноосфери. Саме Ле Руа у 1920-х роках вводить поняття «ноосфера»; концепцію ноосфери він розробляв разом з П. Тейяром де Шарденом. Також Ле Руа піднімав питання взаємозв'язку релігії та науки, інтелекту та інтуїції. За його думкою, релігія та наука є взаємодоповнюючими, оскільки наука надає релігії обґрунтування, а релігія завершує науку. Він також критикував томістські докази існування Бога. За його думкою, такі теорії мають виходити з логічної необхідності, але такі теорії неприйнятні, оскільки джерелом логічної необхідності є сам Бог. Він був одним із прибічників Бержсона, який спонукав його звернутися до вивчення містицизму, дослідженого в його пізніших працях. Його конвенціоналізм призвів до того, що його праці, заряджені модернізмом, були включені до Індексу Заборонених Книг.

## Публікації
- Теорія ньютонівського потенціалу: лекції, виголошені в Сорбонні протягом першого семестру (Théorie du potentiel newtonien: leçons professées à la Sorbonne pendant le premier semestre) (1894—1895) (1896)
- Про інтегрування рівнянь теплопровідності (Sur l'intégration des équations de chaleur) (1898)
- Про ряди, що розходяться, та функції, визначені рядом Тейлора (Sur les séries divergentes et les fonctions définies par un développement de Taylor) (1899)
- Наука та філософія (Science et Philosophie) (1899)
- Догма та критика (Dogme et Critique) (1907)
- Нова філософія: Онрі Бержсон (A New Philosophy: Henri Bergson (Une philosophie nouvelle: Henri Bergson, 1912))
- Що таке догма? (What Is a Dogma?) (1918)
- Що таке наука?: відповідь Андре Мецу (Qu'est-ce-que la Science ?: réponse à André Metz) (1926)
- Ідеалістична вимога і факт еволюції (L'Exigence idéaliste et le fait de l'évolution) (1927)
- Людські походження та еволюція інтелекту (Les Origines humaines et l'évolution de l'intelligence) (1928)
- Інтуїтивне мислення. Проблема Бога (La Pensée Intuitive. Le problème de Dieu) (1929)
- Вступ до вивчення релігійної проблематики (Introduction à l'étude du problème religieux) (1944)
- Промова прийняття (Discours de réception) (1946)
- Спроба першої філософії (Essai d'une philosophie première) (1956)
- Бержсон і бержсонізм (Bergson et Bergsonisme) (1947)
- Спроба першої філософії: ідеалістична вимога і моральна вимога, 2 том, посмертно (Essai d'une philosophie première: l'exigence idéaliste et l'exigence morale, 2 vol., posthumous) (1956—1958)